# Dasyvalgus similis
Dasyvalgus similis är en skalbaggsart som beskrevs av Moser 1908. Dasyvalgus similis ingår i släktet Dasyvalgus och familjen Cetoniidae. Inga underarter finns listade i Catalogue of Life.